# Harry van Hoof
Henricus Matheus (Henri, Harry) van Hoof (Hilversum, 16 maart 1943 – Eindhoven, 1 juni 2024) was een Nederlands dirigent, componist en arrangeur.

## Loopbaan
In 1960 was Van Hoof een van de zes rockets van Peter en zijn Rockets en bespeelde daar de piano, maar stapte eruit.
Hij had zijn eerste succes als arrangeur met Sophietje van Johnny Lion. In Nederland werkte hij lang samen met BZN. Toen de band in 1996 zijn eigen 30-jarig jubileum wilde vieren, werd met het Groot Gala Orkest onder leiding van Van Hoof en enkele zangkoren een cd opgenomen, te weten A Symphonic Night.
Zijn grootste hit als componist is How Do You Do van Mouth & MacNeal, uit 1971, wereldwijd een millionseller, die hij samen schreef met Hans van Hemert. In 1974 vormde hij met Peter Koelewijn het duo Hal Dorado, dat twee singles uitbracht: The Bull and I (1970, toen nog Koelewijn alleen) en 240024. Bijna twintig jaar was hij vaste gastdirigent van het Metropole Orkest. Hij werkte nauw samen met artiesten als Armand, Ramses Shaffy, Rob de Nijs, Willeke Alberti, Sandra & Andres. In 1974 leidde hij het Grand Gala Du Disque.
Van Hoof genoot zijn grootste bekendheid als dirigent bij veel Nederlandse bijdragen voor het Eurovisiesongfestival. Hij dirigeerde de inzendingen van 1972 tot en met 1979, 1986, 1988 tot en met 1990 en 1992 tot en met 1994. In 1975 was hij dan ook betrokken bij de overwinning van Teach-In met Dinge-dong. De arrangementen van de liedjes van 1972 (Als het om de liefde gaat van Sandra & Andres), 1973 (De oude muzikant van Ben Cramer) en 1976 (The party's over van Sandra Reemer) waren van zijn hand.

## Privé
Op 16 maart 1967 trad hij in het huwelijk met Trea van der Schoot (bekend als de zangeres Trea Dobbs), van wie hij scheidde. Later hertrouwde hij. Van Hoof overleed op 1 juni 2024 op 81-jarige leeftijd.